# Neun Tage eines Jahres
Neun Tage eines Jahres (russisch Девять дней одного года; Dewjat dnei odnowo goda) ist ein sowjetischer Spielfilm aus dem Jahre 1962.

## Handlung

### Prolog
Der Film zeigt den Ablauf eines Jahres, aus dem neun Tage herausgegriffen sind. Die Handlung beginnt fern von Moskau, in einem Städtchen, welches nur aus wenigen Straßen besteht, die sich an einem großen physikalischen Institut entlang ziehen. Wissenschaftler führen philosophische Debatten über die ethische Problematik der Atomenergie und allgemein über die Aus- und Nebenwirkungen von naturwissenschaftlichen Entdeckungen. Am besessensten von den Wissenschaftlern ist der stille, etwas verschlossene, hochbegabte Dmitri Gussew, der sich aus Pflichtgefühl in Lebensgefahr begibt, der die Forschungen seines Lehrers, nachdem dieser an einer Strahlen-Überdosis stirbt, fortsetzt und so, in der Arbeit zum Wohle der Menschheit, seinem Leben einen Sinn gibt. Sein Freund Ilja Kulikow ist eine kompliziertere Natur. Er hat es viel schwerer im Leben. Seine Skepsis und seine kluge Distanz freilich scheinen für den jungen Wissenschaftler genauso typisch zu sein wie Dmitris Opfermut.

### Der erste Tag (Frühjahr)
Im physikalischen Institut gehen die Alarmsirenen, da es einen Störfall am Reaktor gibt. Der Wissenschaftler Professor Sinzow wollte Plasma erzeugen und steigerte immer weiter die Leistungsfähigkeit des Reaktors, bis der durchgegangen ist, da sich der Professor dabei verrechnete. Da er sich direkt am Guckloch befand, hat er so viel Strahlung abbekommen, dass er den Unglücksfall nicht überleben wird, was er auch weiß. Trotzdem ist er sehr glücklich, da es ihm gelungen ist, vollionisiertes Plasma herzustellen. Bei der anschließenden ärztlichen Untersuchung wird festgestellt, dass er mit etwa 600 Röntgen verstrahlt wurde, bei seinem Mitarbeiter Dmitri Gussew, auch Mitja genannt, der etwas weiter entfernt stand, werden 200 Röntgen gemessen. Zum Abschied erhält der vom Professor den Rat, im Institut alles hinzuschmeißen und lieber angeln zu gehen. Auf dem Weg zur Behandlung nach Moskau trifft Mitja auf dem Flugplatz seinen alten Freund Ilja Kulikow, der gerade auf dem Weg zu ihm ist. Dieser hatte sich kurz zuvor in Moskau von Mitjas Freundin Ljolja verabschiedet, die sich nach sechs Jahren Beziehung von Mitja trennen will, da sie sich in dieser Zeit viel zu selten sahen. Dafür will sie nun Ilja heiraten, was sie in einem Brief geschrieben hat, den er nun Mitja übergeben soll. Gemeinsam fliegen sie nach Moskau, ohne dass der Brief den Adressaten erreicht.

### Der zweite Tag (Zwei Monate später)
Es ist der Tag, an dem Gussew wieder aus der Klinik entlassen wird. In der Empfangshalle der Klinik treffen sich Ljolja und Ilja, um ihn in Empfang zu nehmen. Bei dieser Gelegenheit wollen sie mit ihm darüber sprechen, dass sie heiraten wollen. Doch Ilja will sich vor der Aussprache drücken und bleibt nur auf Ljoljas ausdrückliches Bitten. Nachdem Gussew beim Abschlussgespräch mit dem behandelnden Professor von diesem ausdrücklich gewarnt wird, sich noch einmal einer Strahlenbelastung auszusetzen, da er das nicht überleben wird, trifft er endlich in der Halle ein, jedoch nicht ohne sofort zu erwähnen, dass er am nächsten Morgen um 5 Uhr wieder in sein Institut fliegen wird. Auf Mitjas Vorschlag gehen sie zum Speisen in ein Restaurant, wo sich die beiden Männer angeregt unterhalten, aber ohne dass Ilja die geplante Hochzeit mit Ljolja erwähnt. Bei der Weiterführung ihrer Gespräche denkt sie nur, dass die beiden so klug sind, dass einem übel dabei werden könnte. Aber sie stellt auch fest, dass sie Mitja immer noch liebt, obwohl er gerade gestand, nie an sie gedacht zu haben. Nachdem sie das Restaurant verlassen haben, besteht Ljolja darauf, sich mit Mitja noch vor seinem Flug auszusprechen. Dazu wählen sie, wie in früheren Jahren, das Moskauer Fernsprechamt, während Ilja draußen wartet. Hier erzählt Mitja, dass er sie nicht geheiratet hätte, da er bereits in früheren Jahren eine größere Dosis Röntgen abbekommen hat, was aber keiner weiß. Als Ilja vorbeischaut, offenbart Ljolja völlig überraschend für die beiden Männer, dass sie Mitja heiraten und mit ihm fliegen wird.

### Der dritte Tag
Heute findet mit einer großen Feier, im Kreise der Kollegen des Instituts, der Polterabend statt.

### Der vierte Tag
Hier handelt es sich um einen gewöhnlichen Tag, wie er immer wieder vorkommt. Noch im Bett überlegt Ljolja, dass sie eigentlich aufstehen müsste, um Frühstück zu machen und würde doch lieber liegenbleiben. Also stellt sie fest, eine schlechte Ehefrau zu sein, was sie sich eigentlich viel öfter sagen müsste. Außerdem überlegt sie, warum alles gut ist, solange die Menschen sich lieben und warum das aufhört, wenn sie verheiratet sind. Beim Frühstück, wie immer hat sie Rührei gemacht, stellt sie sich erneut die Frage, warum die Frauen so verrückt danach sind, einen Mann zu bekommen und was daran so schön ist. Gemeinsam fahren sie dann ins Institut, wo Ljolja ebenfalls als Physikerin beschäftigt ist. Mitja wird sie den ganzen Tag nicht sehen, denn sein Arbeitstag ist anstrengend und voll ausgefüllt. Auch an diesem Tag kommt er erst mitten in der Nacht nach Hause, als seine Frau schon lange schläft.

### Der fünfte Tag (Frühling)
Wieder gehen am Morgen viele Gedanken durch Ljoljas Kopf, in denen sie überlegt, warum Mitja sie kaum noch bemerkt, als wäre sie Luft für ihn, denn offensichtlich braucht er sie nicht. Jedenfalls hat sie inzwischen gelernt, zum Frühstück Buchweizen zuzubereiten und die Frage, ob sie dumm ist, verneint Mitja. Da sie noch nicht fertig angezogen ist, fährt ihr Mann allein in das Institut und als es an der Wohnungstür klingelt denkt sie, dass er sie doch noch mitnehmen will. Aber es ist Ilja, der auf Mitjas Wunsch in das kleine Städtchen gekommen ist, allerdings ohne dass Ljolja etwas davon wusste, was sie sehr verärgert. Gemeinsam fahren sie ins Institut, wo Ilja sofort von Mitja in Beschlag genommen wird, da er viele Fragen an ihn hat. Deshalb gehen beide zum Reaktor, wo Mitja eine neue Versuchsreihe beobachten will, aber ohne Ilja, den er vorher in sichere Räumlichkeiten schickt. Als Gussew den Reaktorraum wieder verlässt, kommen seine Mitarbeiter schon angelaufen, um ihn über den erfolgreichen Verlauf des Versuchs zu informieren – die Schaffung von Neutronen ist gelungen. Das ganze Institut ist in Feierlaune und die Frage, ob sich während des Versuchs jemand im Reaktorraum befand verneint er, was Ilja verwundert. Nach seiner Rechnung wurde Mitja mit mindestens 200 Röntgen bestrahlt, was er ihm auch während der Feier in seiner Wohnung sagt. Doch der bittet ihn, nichts zu verraten, aber in Zukunft in dem Institut zu arbeiten.

### Der sechste Tag
Der erste Erfolg der Versuche lässt sich nicht weiter verfestigen, was Mitja sehr beunruhigt. Er setzt aber seine ganze Hoffnung in eine neue Anlage, die er natürlich Ilja unbedingt zeigen muss. Zu Hause angekommen, liegt Ljolja zwar schon im Bett, aber sie schläft noch nicht. Als er sich noch mitten in der Nacht einen Kaffee machen will, da ihm noch einiges durch den Kopf geht, empfiehlt sie ihm, doch gleich ins Institut zu ziehen und sich dort ein Klappbett aufzustellen. In der weiteren Diskussion kommt er nicht umhin, ihr zu beichten, dass er bereits vor einem Monat erneut bestrahlt wurde, was der Anfang vom Ende ist.

### Der siebente Tag
Nach vielen Jahren fährt Mitja das erste Mal wieder in sein Elternhaus, welches in einem kleinen Dorf steht und demnächst abgerissen werden soll, da sich unter ihm Eisenerz befindet. Seine Frau, die seinen Vater und seine Schwestern mit Familie noch nicht kannte, hat er mitgenommen. Doch bereits am Tisch machen sich unübersehbar die ersten Krankheitsanzeichen bemerkbar. Im anschließenden Gespräch mit seinem Vater bestätigt er ihm, dass er mit seinem Leben zufrieden ist. Die Frage, ob es sich lohnt für die Forschung an den Atomen sein Leben zu lassen, beantwortet er mit einem klaren: Ja, es lohnt sich. Am nächsten Morgen fahren sie schon wieder ab. Wieder im Institut zurück, traut sich Ljolja wegen Mitjas Zustand nicht mehr nach Hause, da sie nicht weiß, wie sie damit umgehen soll.

### Der achte Tag
Mitja kann bereits nicht mehr arbeiten gehen, so sehr hat er schon gesundheitlich abgebaut, jedoch muss ihn seine Frau immer auf dem Laufenden über die Geschehnisse im Institut halten. Der Fortgang der Versuche lässt ihn aber nicht in Ruhe zu Hause sitzen und er begibt sich auf den mühevollen Weg zum Labor. Hier findet er überraschenderweise Ilja vor, der seit zwei Tagen dort wieder mitarbeitet. Das erregt Mitja sehr und erst recht als er hört, dass Ljolja ihn geholt hat. Zwar enden die Versuche mit einem Misserfolg, jedoch ist man dabei einem interessanten Effekt auf die Spur gekommen. Mitja geht weiter und Ljolja rennt ihm hinterher. Jetzt erinnert er sie daran, dass es auf den Tag genau ein Jahr her ist, das sie sich im Fernsprechamt ausgesprochen hatten. Er stellt weiterhin fest, dass er zufrieden ist, da es kein schlechtes Jahr war und er am nächsten Tag zur Behandlung nach Moskau fliegen wird. Nur Ljolja soll nicht mitkommen, da er da allein durch muss.

### Der neunte Tag
In der Moskauer Klinik trifft er wieder auf den Professor, der ihm vor einem Jahr gesagt hatte, dass er nicht noch einmal wird helfen können. Bisher gibt es nur Versuche an Hunden, bei Strahlenerkrankungen einzugreifen. Doch Gusow besteht darauf dann der erste Mensch zu sein, obwohl der Arzt immer wieder betont, kein Recht zu haben, an Menschen zu experimentieren. Dann kommt Mitja in ein Krankenzimmer und einige Tage später erscheint ein junger Mann, der sich auch als Mitja vorstellt, dessen Knochenmarkspende Gusow am Leben erhalten soll. Mitten im Gespräch erscheint Ilja, der von der bevorstehenden Operation gehört hat und deshalb mit Ljolja, die in der Empfangshalle wartet, nach Moskau gekommen ist. Bei der Gelegenheit teilt er Mitja mit, dass die Institutsleitung beschlossen hat, den bei den Versuchen entdeckten Effekt nach Gussew zu benennen. Anschließend geht Ilja wieder zu Ljolja, um ihr von dem Gespräch zu berichten und mit ihr gemeinsam auf das Ergebnis der Operation zu warten. Kurze Zeit darauf kommt eine Krankenschwester mit einem von Mitja geschriebenen Zettel, in dem er Ilja darum bittet, ihm eine Hose zu besorgen, damit sie zu dritt noch in ein Restaurant gehen können.

## Produktion und Veröffentlichung
Der Schwarzweißfilm hatte am 5. März 1962 unter dem Titel Девять дней одного года in der Sowjetunion Premiere und fand dort etwa 24 Millionen Zuschauer. Die Erstaufführung der durch die DEFA synchronisierten Fassung fand am 9. November 1962 in den Kinos der DDR statt. Im Bonner Filmtheater „Hansa“ begann eine Reihe mehrerer Vorstellungen in der Bundesrepublik. Im Deutschen Fernsehfunk wurde der Film am 23. September 1964 und im bundesdeutschen ZDF am 30. November 1970 ausgestrahlt.

## Kritiken
Das Lexikon des internationalen Films schreibt: 

„Der formal eher konventionelle Film des Russen Michail Romm gibt sich als Diskussionsstück, bleibt aber ein Lobgesang auf die Wissenschaftler, die um des „Fortschritts“ willen das eigene Leben nicht schonen“

Evangelischer Filmbeobachter (Kritik Nr. 118/1963): In seiner breiten und kunstlos erscheinenden Gestaltung und in seiner merkwürdig verschwommenen Aussage vermag der Film – für sich betrachtet – nur wenig zu fesseln, doch ist er ein beinahe schon historisches typisches Dokument der nachstalinistischen „Tauwetter“-Periode und deswegen für den aufmerksamen Betrachter dennoch von Interesse.
Horst Knietzsch schrieb im NeuenDeutschland, dass der Film von neuen Helden mit Gefühl, aber ohne jeden pathetischen Gefühlsüberschwang handelt. Er stellt Fragen, gibt jedoch keine Rezepte für ihre Beantwortung.
Helmut Ulrich meinte in der Neuen Zeit, dass der Film durch die sparsame Handlung leicht überschaubar ist. Die Dramatik findet im Innern der Menschen statt, ohne Pathos und mit intellektueller Kühle. Hier stellen sich die Grundfragen der menschlichen Existenz neu und die gesellschaftlichen Probleme erhalten einen neuen Aspekt.

M. H. zitierte in der Berliner Zeitung einen Ausschnitt aus der sowjetische Zeitung Iswestija: 

„Romms Film ist wahrhaft demokratisch, weil er nicht primitiv, sondern tief ist. Weil es in ihm keine sogenannten gewöhnlichen Leute gibt, sondern hervorragende Menschen, die mit dem Lande, mit der Epoche auf du und du stehen.“

## Synchronisation
| Rolle          | Darsteller             | Synchronsprecher   |
| -------------- | ---------------------- | ------------------ |
| Dmitri Gussew  | Alexei Batalow         | Hans-Peter Minetti |
| Ljolja Gussewa | Tatjana Lawrowa        | Sabine Krug        |
| Ilja Kulikow   | Innokenti Smoktunowski | Fred Düren         |

## Hörspieladaption
- 1972: Das war unser Jahr. Drehbuch und Bearbeitung von Hermann Herlinghaus, Regie: Theodor Popp, Barbara Plensat (Rundfunk der DDR)[7]

## Auszeichnungen
- 1962: Großer Preis (Kristallglobus) des VIII. Internationalen Filmfestivals Karlovy Vary
- 1962: Hauptpreis des VIII. Filmfestivals der Werktätigen der ČSSR